# Kulturinvestitionsprogramm
Kulturinvestitionsprogramm (KulturInvest) ist der Name für vom Bund und von mehreren Ländern der Bundesrepublik Deutschland (Berlin, Brandenburg, Sachsen-Anhalt, Hessen) aufgelegte staatliche Investitionsprogramme im Bereich der Kultur. Gefördert werden zumeist Investitionen in Museen, Theatern und sonstigen kulturellen Einrichtungen. Zuweilen werden auch andere, als Einzelmaßnahmen zu betrachtende Vorhaben mit diesem Begriff belegt.

## Programme der einzelnen Länder

### Berlin
Das Berliner Kulturinvestitionsprogramm (KIP) wurde zum 1. Januar 2007 eingerichtet auf der Grundlage des Operationellen Programms für den Einsatz des Europäischen Fonds für regionale Entwicklung EFRE in Berlin 2007–2013. Das Programm hat eine eigene Förderrichtlinie, auf deren Grundlage im Zeitraum von 2007 bis 2013 (Auszahlung bis 2015) insgesamt mehr als 26 Mio. € zur Verfügung stehen. Damit können einzelne Vorhaben öffentlicher wie privater Antragsteller in Höhe von bis zu 50 % der Kosten unterstützt werden. Die andere Hälfte der Kosten muss aus anderen staatlichen oder privaten Quellen gedeckt werden. Förderfähig sind investive Projekte, die die touristische Anziehungswirkung eines kulturellen Erbes, etwa einer musealen Sammlung, entwickeln. Es muss sich um so genannte „imagebildende Potentiale“ des Kulturerbes handeln, die touristisch von Bedeutung sind. Reine Denkmalspflegeprojekte sind nicht förderfähig.

#### Durchführung und Projektbeispiele
Die Durchführung des Kulturinvestitionsprogramms oblag dem Regierenden Bürgermeister von Berlin bzw. der Berliner Senatskanzlei. Die von 2006 bis 2016 dort angesiedelte Kulturabteilung beantwortete Fragen und gab Antragsvordrucke aus. Das Kulturinvestitionsprogramm des Landes Berlin startete faktisch erst Mitte 2008, weil das Operationelle Programm des EFRE in Berlin erst im November 2007 von der Europäischen Kommission genehmigt wurde. Förderbeispiele sind
- die Einrichtung einer Open-Air-Ausstellung der Stiftung Berliner Mauer in der Bernauer Straße
- die Erweiterung des Dokumentationszentrums NS-Zwangsarbeit in Berlin-Schöneweide
- der Ausbau von Gebäuden auf der Zitadelle Spandau für ein Museum über Berliner Denkmale (Dauerausstellung „Enthüllt – Berlin und seine Denkmäler“)
- die technische Erneuerung im Theater am Schiffbauerdamm
- den Ausbau des Science Center SPECTRUM im Deutschen Technikmuseums
- die Sanierung der Heizungsanlage im Keramikmuseum Berlin
- die Verbesserung der Akustik im Friedrichstadt-Palast
- die Innen- und Umfeldsanierung des Neuen Pavillons in Charlottenburg
- die Einrichtung des Computerspielemuseums Berlin
- die Erprobung besonderer Angebote für Besucher im Schloss Schönhausen
- der Ausbau der Angebote auf der Domäne Dahlem
- die Sanierung und Einrichtung der Nikolaikirche (Berlin)
- Ausbaumaßnahmen im Internationalen Kulturzentrum ufaFabrik in Tempelhof
- Ausbau des Ausstellungsbereichs für die Fahrzeugsammlung des Deutschen Technikmuseums Berlin
- der Ausbau einer Villa in Berlin-Marzahn (Schloss Biesdorf) für eine Bilderausstellung
- die Herrichtung eines ehemaligen Güterbahngebäudes für die Ausstellung „das Netz“ des Deutschen Technikmuseums
- Erneuerungsmaßnahmen im Zeiss-Großplanetarium
- die Sanierung von Spielstätten in der Volksbühne Berlin
- die Modernisierung der Orchesterpodien im Konzerthaus Berlin
- die Herrichtung der Künstlerbereiche in den Kammerspielen des Deutschen Theaters
- der Umbau des Archäologischen Fensters auf der Zitadelle Spandau.

Für jedes Projekt sind quantifizierte Ziele festzulegen, etwa die Zahl der nach Abschluss des Projekts erwarteten touristischen Besucher und die Größe der ausgebauten Schau- oder Serviceflächen.
Das Vorläuferprogramm in Berlin in den Jahren 2004–2008 trug die Bezeichnung „Förderung der touristischen Infrastruktur“. Beispiele für die damalige Förderung sind unter anderem
- der Ausbau des Anne Frank Zentrums am Hackeschen Markt
- die Sanierung des Jagdschlosses Grunewald,
- des Schlosses Schönhausen,
- die Erweiterung des Berliner Medizinhistorischen Museums der Charité,
- die Einrichtung des Museums Blindenwerkstatt Otto Weidt,
- Maßnahmen zur Barrierefreiheit in der Berliner Stadtbibliothek, im Bauhaus-Archiv und im Deutschen Technikmuseum Berlin,
- die Einrichtung des Museums für Fernsehen am Potsdamer Platz sowie
- die Herrichtung von fünf Sälen im Berliner Museum für Naturkunde.

### Brandenburg
Das Brandenburgische (kommunale) Kulturinvestitionsprogramm (KKIP) wurde 2007 zum zweiten Mal neu aufgelegt. Die erste Programmgeneration lief von 1996 bis 1999, die zweite von 2000 bis 2006. Für die Programme werden Mittel des Europäischen Fonds für regionale Entwicklung (EFRE) genutzt, die Brandenburg als sogenannter Ziel 1- bzw. Ziel „Konvergenz“-Region zur Verfügung stehen. Das erste KKIP wurde 1996 aufgelegt und aus Mitteln des EFRE finanziert.

#### KKIP 2007–2013
Förderziel und -modalitäten des 2. Auflage des KKIP sind in Fördergrundsätzen des Ministeriums für Wissenschaft, Forschung und Kultur (MWFK) des Landes Brandenburg vom April 2008 geregelt. Grundsätzliches Ziel des Programms ist die bessere Ausschöpfung der touristischen Potentiale von kulturellen Angeboten, um mehr Beschäftigung und Wachstum zu erreichen in den tourismusbezogenen Branchen wie z. B. dem Transport- und Gastgewerbe. Zugleich sollen die geförderten Projekte die Ansiedlungsbedingungen für die gewerbliche Wirtschaft allgemein verbessern, in dem sie für eine höhere Attraktivität des Standorts sorgen.
Antragsberechtigt sind Städte, Gemeinden und Landkreise sowie juristische Personen des Privatrechts, soweit sie nicht gewerbliche Zwecke verfolgen. Die Zuwendung beträgt grundsätzlich 50 % der förderfähigen Kosten, wozu Kunst- und Ausstellungsgegenstände und Kosten des Grunderwerbs nicht gehören. Anträge können bei dem MWFK Brandenburg in Potsdam gestellt werden. Die Bewilligung und Kontrolle der Vorhaben wird von der Investitionsbank des Landes Brandenburg abgewickelt.

#### KKIP 2000–2006
Im kommunalen Kulturinvestitionsprogramm 2000–2006 kamen nach einer Bekanntmachung des Ministeriums für Wissenschaft, Forschung und Kultur des Landes Brandenburg bis Mai 2004 rd. 22,8 Mio. € EFRE-Mittel des Programms in 12 verschiedenen Projekten zum Einsatz. Einschließlich der Kofinanzierung aus Landes-, Bundes und sonstigen Quellen belief sich der Mitteleinsatz auf mehr als 49 Mio. €. Das KKIP ist damit einer der wichtigsten Sonderetatposten für die Finanzierung von kulturtouristisch relevanten Investitionen. Projektbeispiele sind:
- Jugendbegegnungsstätte Ravensbrück
- Museum Viadrina und Museum Junge Kunst in Frankfurt (Oder)
- Besucherzentrum Park Branitz
- Kultur- und Kommunikationszentrum Herzberg
- Orangerie Oranienburg
- Kulturquartier Jüterbog
- Museumspark Rüdersdorf
- Burg Ziesar
- IBA – Terrassen
- Pauli-Kloster Brandenburg/H.
- Museumspark Rüdersdorf (3. BA)
- Uckermärkische Bühnen Schwedt(Veranstaltungshaus)

### Hessen
Das hessische Kulturinvestitionsprogramm wurde 2001 aufgelegt und endete 2008. Es hatte ein Volumen von 231 Mio. €, wobei allein 130 Mio. € für die Sanierung der Staatstheater aufgewendet werden sollten. Weitere 83 Mio. € waren für die Hessischen Museen und 43 Mio. € für Denkmalpflegearbeiten in den Schlössern und Gärten Hessens vorgesehen. Projekte sonstiger Akteure sollten mit weiteren 5,6 Mio. € gefördert werden, darunter nach Verlautbarung der Landesregierung
- Einrichtung Mathematikmuseum in Gießen,
- Sanierung Zeughaus Jagdschloss Kranichstein,
- museumstechnische Ausstattung des Segelflugmuseums auf der Wasserkuppe,
- Errichtung Probenhaus Bad Hersfeld,
- Ausstattung der Landesmusikakademie Schlitz mit Instrumenten und sonstigem Inventar,
- Wiederaufbau des Jagdschlosses Platte Wiesbaden,
- Sanierung Freilichtbühne Heppenheim,
- Christian Daniel Rauch-Museum in Bad Arolsen,
- Russisch Orthodoxe Kapelle Darmstadt,
- Herrichtung des „Alten Gaswerks“ in Marburg.

### Sachsen-Anhalt
Das Kulturinvestitionsprogramm des Landes Sachsen-Anhalt griff ebenfalls auf Mittel des EFRE zurück. Für die Laufzeit des Programms von 2007 bis 2015 standen rd. 21 Mio. € zur Verfügung. Die Einzelheiten wurden durch eine Richtlinie des Kultusministeriums Sachsen-Anhalt vom 3. Dezember 2007 geregelt. Das Programm förderte tourismusbezogene Bauinvestitionen im Bereich der Kultur, Projekte zur Erschließung des kulturellen Erbes (etwa die Herstellung von Barrierefreiheit in einem Schloss oder einem Museum) sowie den Aufbau von tourismusbezogenen Netzwerken. Antragsteller konnten juristische Personen des privaten und des öffentlichen Rechts sein. Die Förderung könnte bis zu 75 % der förderfähigen Kosten betragen, in Fällen gemeinnütziger Antragsteller bis zu 90 %. Die Antragstellung erfolgte über die Investitionsbank Sachsen-Anhalt. Antragsunterlagen waren erhältlich beim Referat 51 des Kultusministeriums Sachsen-Anhalt.